# Annemarie Monteil
Annemarie Monteil (* 20. Dezember 1925 in Solothurn; † 3. September 2018 in Basel) war eine schweizerische Kunstkritikerin und Kunstautorin.

## Leben und Werk
Annemarie Monteil-Schöpfer machte die Matura in Solothurn und studierte 1948 an der «Sorbonne» und der «École du Louvre» in Paris. Von 1947 bis 1973 war sie mit dem Solothurner Arzt René Monteil (1920–2011) verheiratet, das Ehepaar hatte zwei Töchter. Seit 1955 schrieb sie Kommentare und Aufsätze zur bildenden Kunst. Ab 1970 war sie als vollamtliche Kunstkritikerin für alle wichtigen Zeitungen der Schweiz, unter anderem für die Basler Zeitung, den Tages-Anzeiger in Zürich und die Schweizer Monatshefte, tätig. Seit 1975 lebte sie in Basel. Für die Basler Schweizer Radio und Fernsehen-Regionalredaktion arbeitete sie freiberuflich seit den 1980er Jahren. Von 1980 bis 1987 war sie Stiftungsrätin der «Pro Helvetia», 1982 erhielt sie den Kulturpreis des Kantons Solothurn. Ihr Lebensgefährte war der Architekt Hans Luder, mit dem sie ein Haus auf dem Bruderholz bewohnte.
Mit dem Komponisten Paul Sacher und seiner Frau Maja Sacher verband sie, wie auch mit dem Galeristen und Museumsgründer Ernst Beyeler, eine jahrelange Freundschaft. Für Beyeler schrieb Monteil über lange Zeit die «Saaltexte» der Galerie. Sie wurde als Grande Dame der schweizerischen Kunstkritik bezeichnet.
Monteil war Verfasserin zahlreicher Schriften zur Kunst der Schweiz. Sie war Mitglied der Association Internationale des Critiques d’Art (AICA), Sektion Schweiz. 2012 wurde sie mit dem AICA-Preis für herausragende Beiträge zur Kunstkritik gewürdigt.

## Schriften
- Kulturimpulse: 10 Jahre Rentsch-Stiftung. Offizin Verlag, 2007, ISBN 978-3-907496-50-3.
- Trudl Bruckner. Die früheren Jahre – Die Galeristin – im innern Kreis. Verlag der Basler Zeitung, Basel 2000, ISBN 978-3-85504-184-8
- Zeigen, schauen, kaufen – 25 Jahre Art (1970–1994). 1995.
- Bauten entlang dem Lebensweg: Hans Luder, Architekt – Arbeiten aus 4 Jahrzehnten. Friedrich Reinhardt Verlag, Basel 1993, ISBN 978-3-7245-0748-2.
- «Über den Tag hinaus» Basler Journalisten: Annemarie Montail. Band 9. GS-Verlag, Basel 1988, ISBN 978-3-7185-0073-4.
- Der Tinguely-Brunnen in Basel. Birkhäuser, Basel 1980, ISBN 978-3-7643-1116-2.
- Basler Museen/Les Musées de Bâle/The Museums of Basel. Birkhäuser, Basel 1977, ISBN 978-3-7643-0945-9.